# Microcebus rufus
Lêmure-rato-vermelho (Microcebus rufus) é uma espécie  de lêmure pertencente à família Cheirogaleidae.
Esta é uma pequena espécie de lêmure endémica da ilha de Madagáscar. O seu dorso tem uma coloração castanha a castanha avermelhada. O ventre é cinzento claro.
Era originalmente considerada (até 1977) como uma subespécie de Microcebus murinus. Foi nessa altura reclassificada como espécie.
Pode ser encontrada na floresta tropical da parte oriental de Madagáscar. É um animal nocturno e solitário.